# Xenacoelomorpha
Xenacoelomorpha este o încrengătură de animale nevertebrate cu aspect viermifor. Anterior, xenacelomorfele erau apropiate, din punct de vedere taxonomic, de viermii plați. Însă, analiza moleculară a genelor a demonstrat că grupul face parte din deuterostomate . Xenacelomorfele se caracterizează prin ultrastructura ciliată a epiteliului și sistemul nervos difuz .